# Рас Альхаге
Рас Альхаге — альфа Змееносца (α Oph / α Ophiuchi), самая яркая звезда в созвездии Змееносца.

## Название
Звезда носит традиционное название Рас Альхаге, которое является производным от арабского رأس الحواء (Раис аль Хавва), что означает «голова Змееносца» и относится к позиции звезды в созвездии. Это имя исторически обосновано. Международный астрономический союз 20 июля 2016 года официально одобрил использование формы Rasalhague в качестве названия этой звезды.

## Описание
Расположение этой звезды относительно других ярких звёзд можно определить следующим образом: тогда как Денеб лежит по одну сторону от прямой, соединяющей Вегу с Альтаиром, образуя известный летне-осенний треугольник, Рас Альхаге лежит по другую её сторону и образует с Вегой и Альтаиром равносторонний треугольник.
С 1940-х гг. известно, что Рас Альхаге представляет собой двойную звезду с периодом обращения более 8 лет. Измерения начала 2000-х гг. позволили оценить отношение масс компонентов и массу каждого из них. Компонент А в 2,4 раза массивнее Солнца, а масса компонента B на 15 % меньше солнечной. Более точные оценки массы могут быть получены из наблюдений с помощью интерферометров в период, близкий к моменту прохождения компонента B через периастр, которое в последний раз произошло в апреле 2012 года.
В атласе звёздного неба Яна Гевелия эта звезда изображена на макушке головы Змееносца, а в его каталоге её видимая звёздная величина оценена в 2m, что весьма близко к современным измерениям. Видимая звёздная величина системы — 2,07m, расположена она на расстоянии около 48,6 светового года от Земли, что даёт абсолютную звёздную величину 1,20m (у Солнца — 4,83m). Компонент A системы является белым гигантом, а компонент B — оранжевым карликом — звездой главной последовательности, относящейся к спектральному классу K5 V-K7 V. Компонент A — самый яркий представитель спектрального класса A5 III, вторая по видимому блеску звезда этого класса — бета Треугольника, имеющая третью видимую звёздную величину. Температура поверхности компонента А составляет 7880—8050 К.
Проекция скорости вращения компонента A вокруг своей оси на его экваторе на луч зрения очень большая (240 километров в секунду), в связи с чем его полярный радиус на одну пятую меньше экваториального. Ускорение силы тяжести на поверхности звезды обычно характеризуют величиной log g — десятичным логарифмом ускорения свободного падения, выраженного в единицах СГС, то есть в см/с². В случае Рас Альхаге log g=3,91, что соответствует 81 м/с², это более чем в три раза меньше, чем на поверхности Солнца (274 м/с²).